# Carl Alfred Ohlson

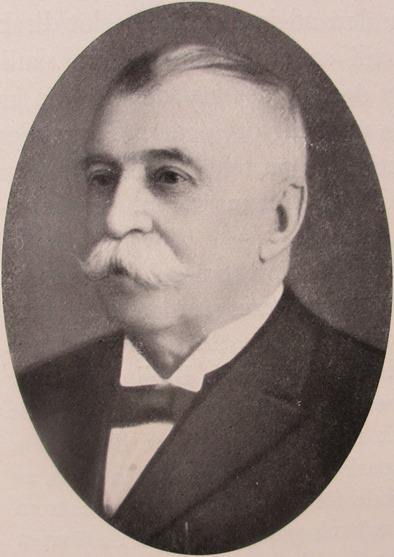
Carl Alfred Ohlson.

Carl Alfred Ohlson, känd som C. Alf. Ohlson, född 9 augusti 1853 i Länghems socken, Älvsborgs län, död 5 september 1928 i Söderhamn, var en svensk grosshandlare. 
Han var bror till de i Söderhamn verksamma grosshandlarna Wilgot Ohlson (1859–1939, far till Ulla Bjerne) och August F. Ohlson samt far till Bertil Ohlson.
Ohlson genomgick 1871 Borås handelsinstitut och kom året därpå till Söderhamn, där han fyra år senare öppnade speceriaffär. År 1885 grundade han grosshandelsrörelse där, vilken 1910 ombildades till AB C. Alf. Ohlson, och startade även C. Alf. Ohlsons Importaffär i Härnösand. Han var under många år ledamot av stadsfullmäktige och tillhörde även hamn-, sjömanshus- och lasarettsdirektionerna samt kyrkorådet. Han tillhörde Söderhamns Folkbanks styrelse från dess grundande 1899 till 1915, då denna uppgick i Norrlandsbanken. Han var från 1917 ordförande i Svenska Handelsbankens avdelningskontor i Söderhamn. Han blev principal i Söderhamns stads sparbank 1885, huvudman där 1894 och var byggnadskommitterad vid byggandet av sparbankshuset i Söderhamn 1913–1914.